# Método bola traço
O método bola traço é na Análise combinatória um dispositivo visual para a facilitação da operação de contagem. Foi popularizado por William Feller e é especialmente útil para a demonstração de vários teoremas combinatórios simples. Pode resolver qualquer problema análogo à "permutar n elementos iguais, entre k compartimentos distintos"

## Enunciado dos teoremas
Ao longo deste artigo, {\displaystyle \mathbb {N} } denotará o conjunto dos inteiros não-negativos, i.e., {\displaystyle \mathbb {N} =\{n\in \mathbb {Z} \mid n\geq 0\}=\{0,1,2,3,\ldots \}}. O conjunto dos inteiros positivos é, portanto, {\displaystyle \mathbb {N} \smallsetminus \{0\}}.
Teorema 1. Sejam {\displaystyle n} e {\displaystyle k} inteiros positivos. Se {\displaystyle {\mathcal {B}}_{n,k}=\{(x_{1},\ldots ,x_{k})\in \mathbb {N} ^{k}\mid x_{1}+x_{2}+\ldots +x_{k}=n\}}, então o número de elementos de {\displaystyle {\mathcal {B}}_{n,k}} é  {\displaystyle \vert {\mathcal {B}}_{n,k}\vert ={\binom {n+k-1}{k-1}}}.
Teorema 2. Se {\displaystyle {\widetilde {{\mathcal {B}}_{n,k}}}=\{(x_{1},\ldots ,x_{k})\in (\mathbb {N} \smallsetminus \{0\})^{k}\mid x_{1}+\ldots +x_{k}=n\}}, então {\displaystyle \vert {\widetilde {{\mathcal {B}}_{n,k}}}\vert ={\binom {n-1}{k-1}}}.

## Discussão
Primeiro vejamos como os teoremas anteriores são logicamente equivalentes: temos uma bijeção {\displaystyle {\widetilde {{\mathcal {B}}_{n,k}}}\to {{\mathcal {B}}_{n-k,k}}} dada por {\displaystyle (x_{1},\ldots ,x_{k})\mapsto (x_{1}-1,x_{2}-1,\ldots ,x_{k}-1)}.
Para provarmos o Teorema 1, observe como podemos representar os seguintes elementos de {\displaystyle {\mathcal {B}}_{7,5}}:

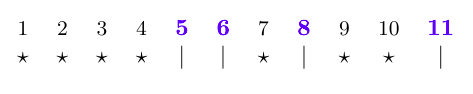
O elemento será representado por esta configuração.

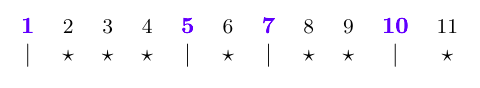

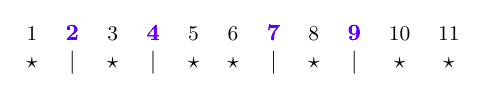

Veremos um elemento de {\displaystyle {\mathcal {B}}_{n,k}} como uma configuração de {\displaystyle n+k-1} posições ({\displaystyle n} bolas e {\displaystyle k-1} traços, ou {\displaystyle n} estrelas e {\displaystyle k-1} barras), escolhendo {\displaystyle k-1} posições para as barras. Precisamente, se {\displaystyle X} é o conjunto de todas as {\displaystyle (k-1)}-tuplas estritamente crescentes com entradas no conjunto {\displaystyle \{1,2,\ldots ,n+k-1\}}, temos a bijeção {\displaystyle {\mathcal {B}}_{n,k}\to X} dada por {\displaystyle (x_{1},\ldots ,x_{k})\mapsto (1+x_{1},2+x_{1}+x_{2},\ldots ,k-1+x_{1}+x_{2}+\cdots +x_{k-1})}. A inversa leva {\displaystyle (a_{1},a_{2},\ldots ,a_{k-1})\mapsto (a_{1}-1,a_{2}-a_{1}-1,a_{3}-a_{2}-1,\ldots ,a_{k-1}-a_{k-2}-1,n+k-1-a_{k-1})}. Isso prova o Teorema 1.

## Exemplo
Considere a série de potências formal {\displaystyle {\biggl [}\sum _{k=0}^{\infty }x^{k}{\biggr ]}^{n}=\sum _{k=0}^{\infty }c_{k}x^{k}}. Temos {\displaystyle {\biggl [}\sum _{k=0}^{\infty }x^{k}{\biggr ]}^{n}=\sum _{(\nu _{1},\ldots ,\nu _{n})}x^{\nu _{1}+\ldots +\nu _{n}}=\sum _{k=0}^{\infty }{\biggl (}\sum _{\nu _{1}+\ldots +\nu _{n}=k}1{\biggr )}x^{k}}. Mas {\displaystyle \sum _{\nu _{1}+\ldots +\nu _{n}=k}1} é precisamente {\displaystyle \vert {\mathcal {B}}_{k,n}\vert ={\binom {k+n-1}{k}}}; então {\displaystyle c_{k}={\binom {k+n-1}{k}}}. Analogamente, {\displaystyle {\biggl [}\sum _{k=1}^{\infty }x^{k}{\biggr ]}^{n}=\sum _{k=n}^{\infty }{\binom {k-1}{n-1}}x^{k}}. Essas igualdades valem no sentido analítico para {\displaystyle x\in \,\,]-1,1[}, como consequência do Teorema de Cauchy-Mertens (há convergência absoluta). Com essa igualdade válida para {\displaystyle x\in \,\,]-1,1[} e usando que {\displaystyle {\biggl [}\sum _{k=0}^{\infty }x^{k}{\biggr ]}^{n}=1/{(1-x)}^{n}}, podemos tomar derivadas sucessivas para concluir que {\displaystyle k!c_{k}=n(n+1)\ldots (n+k-1)}, donde {\displaystyle c_{k}={\binom {n+k-1}{k}}} ‒ outra prova do Teorema 1.

## Potências simétricas de um espaço vetorial
Se {\displaystyle V} é um espaço vetorial sobre um corpo {\displaystyle F}, a {\displaystyle r}-ésima potência simétrica de {\displaystyle V} pode ser definida como {\displaystyle \operatorname {Sym} ^{r}(V)=V^{\otimes r}/E}, onde {\displaystyle E} é o subespaço gerado por todos os tensores da forma {\displaystyle v_{1}\otimes \ldots \otimes v_{i}\otimes v_{i+1}\otimes \ldots \otimes v_{r}-v_{1}\otimes \ldots \otimes v_{i+1}\otimes v_{i}\otimes \ldots \otimes v_{r}}, {\displaystyle i=1,2,\ldots ,r-1}. Recebe esse nome porque toda função {\displaystyle r}-linear simétrica fatora-se através de {\displaystyle \operatorname {Sym} ^{r}(V)}. Denotando por {\displaystyle v_{1}v_{2}\ldots v_{r}} a imagem de {\displaystyle v_{1}\otimes v_{2}\otimes \ldots \otimes v_{r}} no quociente e agrupando fatores como o fazemos num produto usual, por meio de potências, vê-se sem muita dificuldade que {\displaystyle \{v_{1}^{\nu _{1}}v_{2}^{\nu _{2}}\ldots v_{n}^{\nu _{n}}\mid (\nu _{1},\ldots ,\nu _{n})\in {\mathcal {B}}_{r,n}\}} é base para {\displaystyle \operatorname {Sym} ^{r}(V)} se {\displaystyle \{v_{1},\ldots ,v_{n}\}} é base para o espaço {\displaystyle n}-dimensional {\displaystyle V}. Daí segue imediatamente que {\displaystyle \dim _{F}\operatorname {Sym} ^{r}(V)={\binom {n+r-1}{r}}}.